# إيرك يونغ (دراج)
إيرك يونغ (بالإنجليزية: Eric Young)‏ هو دراج أمريكي، ولد في 26 فبراير 1989 في بولدر في الولايات المتحدة.

## وصلات خارجية
- اريك يونغ على موقع أرشيف الدراجات (الإنجليزية)
- اريك يونغ على موقع إحصائيات الدراجات الإحترافية (الإنجليزية)
- اريك يونغ على موقع نسبة الدراجات (الإنجليزية)